# Edge Glacier
Edge Glacier är en glaciär i Antarktis. Den ligger i Västantarktis. Argentina och Storbritannien gör anspråk på området. Edge Glacier ligger 964 meter över havet.
Terrängen runt Edge Glacier är kuperad åt nordväst, men åt sydost är den platt. Trakten är obefolkad. Det finns inga samhällen i närheten. 